# Adolph von Schlieffen
Adolph Ludwig Graf von Schlieffen (* 15. Juni 1841 in Golzenruh, Kreis Arnswalde; † 29. März 1916 in Sandow, Kreis Pyritz) war ein deutscher Verwaltungsbeamter und Rittergutsbesitzer.

## Herkunft
Er stammte aus dem pommerschen Adelsgeschlecht Schlieffen, das 1812 in den preußischen Grafenstand erhoben worden war. Seine Eltern waren Leo Graf von Schlieffen (* 1802; † 1874), Mitglied des Preußischen Herrenhauses, und dessen Ehefrau Freiin Virginie Charlotte von Schlieffen (* 1817; † 1904), Besitzerin des Rittergutes Sandow im Kreis Pyritz. Sein Bruder Limbrecht von Schlieffen (* 1852) wurde preußischer General der Infanterie.

## Leben
Er studierte an der Rheinischen Friedrich-Wilhelms-Universität Bonn. 1863 wurde er Mitglied des Corps Hansea Bonn. Nach dem Studium trat er in den preußischen Staatsdienst ein. Von 1877 bis 1906 war er Landrat des Kreises Pyritz. Schlieffen war Kammerherr und Fideikommissbesitzer in Sandow bei Pyritz. Letzter Eigentümer auf Sandow wurde der Enkel Hans-Heinrich Graf Schlieffen (* 1913; † 1944), Leutnant im 9. Inf. Regiment Potsdam.

## Familie
Schlieffen heiratete am 9. August 1881 Luise Rosalie Ida Wilhelmine Ludolfine Marie Hermine von Heyden-Linden (* 4. Juni 1860). Das Paar hatte mehrere Kinder:
- Alexander (Axel) Leo Carl Heinrich Maximilian (* 11. Juli 1882; † 19. September 1918), Gutsherr auf Sandow, gefallen bei Gouzeanecourt ⚭ 1911 Gräfin Elisabeth von der Goltz (* 3. Februar 1889) (Wiederverheiratet 1920 mit Oberstleutnant Ferdinand Müller)
- Dorothea Klara Minka (* 19. April 1885) ⚭ 1918 Max Heyland, Direktor der Überlandzentrale „Licht und Kraft“ in Borna bei Leipzig
- Elisabeth Karoline (* 30. September 1889)